# Cruriraja
Cruriraja es un género de peces de la familia de los Rajidae en el orden de los Rajiformes.

## Especies
- Cruriraja andamanica (Lloyd, 1909)
- Cruriraja atlantis (Bigelow & Schroeder, 1948)
- Cruriraja cadenati (Bigelow & Schroeder, 1962)
- Cruriraja durbanensis (Von Bonde & Swart, 1923)
- Cruriraja parcomaculata (Von Bonde & Swart, 1923)
- Cruriraja poeyi (Bigelow & Schroeder, 1948)
- Cruriraja rugosa (Bigelow & Schroeder, 1958)
- Cruriraja triangularis (Smith, 1964)